# Księga dróg i królestw
Księga dróg i królestw (arab. كتاب المسالك والممالك, Kitāb al-Masālik wa’l-Mamālik) – pochodząca z XI wieku kronika geograficzna spisana przez arabskiego historyka, geografa i kronikarza Abu Abdullaha al-Bakriego. Została napisana około 1068 w Kordobie, w obecnej Hiszpanii. W roku 2015 została wpisana na listę UNESCO Pamięć Świata.

## Tematyka i zawartość dzieła
Księga stanowiła rodzaj geograficznego przewodnika po świecie znanym ówczesnym arabskim kupcom. Autor w swoim dziele zawarł opisy terenów w Afryce od Oceanu Atlantyckiego przez Saharę, do Afryki Środkowej. W kronice znajduje się wiele istotnych informacji o ludach europejskich wczesnego średniowiecza w tym m.in. o Słowianach, głównie zachodnich, do których należy m.in. relacja Ibrahima ibn Jakuba o państwie Mieszka I. Al-Bakri oprócz opisów geograficznych starał się również opisać ludność, kulturę oraz sytuację polityczną poszczególnych regionów.

## Historia
Dzieło stało się znane w Europie dopiero w połowie XIX wieku dzięki tłumaczeniom literatury arabskiej dokonanych przez orientalistę Williama McGuckina de Slane'a. Jeden z tomów Translation of anonymous’s El Bekri, 1065 zawierał tłumaczenia Księgi dróg i królestw.